# Reconnaissance des qualifications professionnelles en Europe
La Reconnaissance des qualifications professionnelles en Europe est rendue obligatoire, par des directives, ainsi que par la jurisprudence. 

## Directives
Les directives concernant les Diplômes et qualifications professionnelles sont les Directive 89/48/CEE et Directive 92/51/CEE. 
La Directive 89/48/CEE 
concerne la reconnaissance mutuelle des qualifications des diplômes d'enseignement supérieur qui sanctionnent des formations professionnelles d'une durée minimale de trois ans. Cette directive est implémentée au Royaume-Uni par la The European Communities (Recognition of Professional Qualifications) Regulations 1991 et par des lois similaires dans les autres États membres.
La Directive 92/51/CEEC concerne la reconnaissance mutuelle des qualifications professionnelles au-dessous du degree level. Elle est transposée au Royaume-Uni par The European Communities (Recognition of Professional Qualifications) (Second General System) Regulations 2002 et par des lois similaires dans les autres États membres.
Les Directives mentionnées ci-dessus ont été consolidées dans la Directive 2005/36/CE. Elle doit être transposée par les États membres en octobre 2007.

## En pratique
La réglementation concerne les 27 (en 2008) États membres de l'Union européenne plus la Norvège, l'Islande et le Liechtenstein. Cela signifie que n'importe quelle forme de travail autre que celles couvertes par les Transitional Measures Directive (Directive 99/42/CE, relative aux artisans comme les coiffeurs ou les personnels du secteur de la construction) ou les Sectoral Directives (chirurgie dentaire, médecine, soins infirmiers, pharmacie, cabinets de vétérinaire et architecture - ce système était originellement le mode de reconnaissance mutuelle des diplômes mais il s'est avéré trop lent pour être généralisé) qui devrait normalement restreindre à un État membre aux personnes qui auraient une qualification professionnelle de cet État membre est maintenant aussi ouverte aux citoyens de l'Union (et aux ressortissants des trois autres États) qui ont obtenu une qualification professionnelle similaire dans un autre État membre.
Les professions réglementées dans la plupart ou dans tous les États incluent les enseignants (Qualified Teacher Status au RU), comptables (experts comptables en France, Chartered Accountants au RU), et juristes (avocats ou notaires en France, barristers, solliciteurs et advocates au RU). Note: ces réglementations ne s'appliquent qu'aux nationaux/ressortissants de ces 30 pays - par exemple un américain (non guyanais) qui obtiendrait un statut de Qualified Teacher au RU ne serait pas capable sous ces conditions d'enseigner en France, mais un irlandais pourrait.

## Jurisprudence
- Lorsqu'un ressortissant communautaire qui possède des titres qui lui donnent le droit d'exercer (la médecine) dans un État membre transfère sa résidence dans un autre État membre et demande l'autorisation d'exercer la médecine dans ce second État membre mais que la reconnaissance des titres en cause n'est pas obligatoire pour ce second État membre en application des dispositions pertinentes du droit communautaire, l'article 52 du traité CE (devenu, après modification, article 43 CE) impose à ces autorités de prendre en considération l'ensemble des titres et de l'expérience pertinente de ce ressortissant lorsqu'elles examinent la question de savoir s'il y a lieu d'accorder une telle autorisation.

Si ces titres et expérience ne correspondent pas pleinement aux exigences nationales, les autorités de ce second État membre doivent donner à l'intéressé la possibilité de fournir la preuve qu'il possède les connaissances et qualifications manquantes, mais sans imposer des contrôles qui ne sont pas proportionnés à cet effet.
Si, sur la base de l'évaluation qui est faite, l'autorisation est refusée, ce refus doit être motivé sous une forme qui indique clairement les motifs sur lesquels il est fondé et être susceptible de faire l'objet d'un contrôle juridictionnel permettant de vérifier sa légalité par rapport au droit communautaire.
- «Lorsqu'une règle figurant dans une convention collective d'un organisme public ou dans un avis de concours publié par cet organisme prescrit que, pour exercer une profession au service de cet organisme, les candidats à cet emploi doivent posséder soit un diplôme d'études délivré dans cet État membre, soit un titre d'un autre État membre reconnu comme équivalent par les autorités compétentes de cet État membre, la procédure d'homologation doit satisfaire aux exigences de l'article 48 du traité CE. En particulier, lorsqu'il n'existe qu'une correspondance partielle entre les connaissances et qualifications certifiées par le titre étranger et celles certifiées par le titre délivré dans l'État membre d'accueil, il incombe aux autorités compétentes d'apprécier si les connaissances et qualifications acquises par d'autres moyens, dans le cadre soit d'un cycle d'études séparé, soit d'une expérience pratique, sont suffisantes pour établir la possession des connaissances et qualifications nécessaires que le titre étranger n'atteste pas. Si la procédure officielle d'homologation ne satisfait pas à cette condition, il incombe à l'organisme public employeur d'apprécier lui-même, à la lumière de ces critères, l'équivalence des titres délivrés dans un autre État membre à des ressortissants communautaires qui postulent un emploi.»[4].